# Shiloh National Military Park
Le Shiloh National Military Park est une aire protégée américaine située au Mississippi et au Tennessee. Établi le 27 décembre 1894, ce parc militaire national protège notamment le site de la bataille de Shiloh, pendant la guerre de Sécession. Inscrit au Registre national des lieux historiques depuis le 15 octobre 1966, il est géré par le National Park Service.